# Walfischrücken

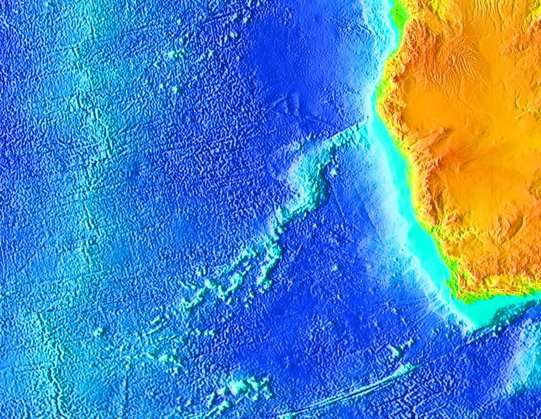
Topographie des Walfisch-Rückens

Der Walfischrücken (englisch Walvis Ridge) ist ein steiler Mittelozeanischer Rücken im Südatlantik mit einer Länge von rund 3000 Kilometern. Der Rücken steigt aus mehr als 5.000 m Wassertiefe an mehreren Stellen bis auf weniger als 200 m unter der Wasseroberfläche auf. Er liegt zwischen der Küste Südwestafrikas (Walfischbucht, Namibia) und der vulkanischen Inselgruppe Tristan da Cunha, wo er sich mit dem Mittelatlantischen Rücken verbindet.
Der Walfischrücken trennt das Angolabecken vom Kapbecken – beides Tiefseebecken, die Tiefen von über 5.000 Metern erreichen.
Der Walfischrücken entstand nach heutiger Vorstellung entweder durch Aktivitäten einer Transformstörung oder aus Magma, das durch Hotspots des Tristan-da-Cunha-Vulkans hervorgebracht wurde. Im Zuge des Auseinanderdriftens der Platten wanderte dieses Magma mit der Afrikanischen Platte ostwärts.
Spiegelbildlich zum Walfischrücken liegt auf der westlichen Seite des Mittelatlantischen Rückens der  Rio-Grande-Rücken.